# باول لامبرت (سياسي)
باول لامبرت (بالإنجليزية: Paul Lambert)‏ هو شخصية أعمال وسياسي أمريكي، ولد في 9 مارس 1970 في برمنغهام في الولايات المتحدة. حزبياً، نشط في الحزب الجمهوري.